# Alyssa Naeher
Alyssa Naeher (Bridgeport, Connecticut, 20 de abril de 1988) es una jugadora de fútbol estadounidense, cuya posición es de guardameta y su club actual es el Chicago Red Stars de la National Women's Soccer League (NWSL). Es internacional con la selección femenina de fútbol de Estados Unidos y participó en el Copa Mundial Femenina de Fútbol de 2015 y en los Juegos Olímpicos de Río de Janeiro 2016.
Comenzó a practicar fútbol en la escuela preparatoria.

## Estadísticas

### Clubes
| Club                   | País           | Año             |
| ---------------------- | -------------- | --------------- |
| SoccerPlus Connecticut | Estados Unidos | 2008            |
| Boston Breakers        | Estados Unidos | 2010 - 2011     |
| 1. FFC Turbine Potsdam | Alemania       | 2011 - 2013     |
| Boston Breakers        | Estados Unidos | 2013 - 2015     |
| Chicago Red Stars      | Estados Unidos | 2016 - presente |

## Palmarés

### Títulos internacionales
| Título                           | Equipo         | Sede           | Año  |
| -------------------------------- | -------------- | -------------- | ---- |
| Juegos Panamericanos             | Estados Unidos | Brasil         | 2007 |
| Copa Mundial Sub-20              | Estados Unidos | Chile          | 2008 |
| Copa Mundial                     | Estados Unidos | Canadá         | 2015 |
| Preolímpico Femenino de Concacaf | Estados Unidos | Estados Unidos | 2016 |
| Copa SheBelieves                 | Estados Unidos | Estados Unidos | 2016 |
| Copa SheBelieves                 | Estados Unidos | Estados Unidos | 2018 |
| Torneo de Naciones               | Estados Unidos | Estados Unidos | 2018 |
| Premundial Femenino Concacaf     | Estados Unidos | Estados Unidos | 2018 |
| Copa Mundial                     | Estados Unidos | Francia        | 2019 |
| Preolímpico Femenino de Concacaf | Estados Unidos | Estados Unidos | 2020 |
| Copa SheBelieves                 | Estados Unidos | Estados Unidos | 2020 |
| Copa SheBelieves                 | Estados Unidos | Estados Unidos | 2021 |
| Juegos Olímpicos                 | Estados Unidos | Tokio          | 2020 |
| Copa Oro Femenina de la Concacaf | Estados Unidos | Estados Unidos | 2024 |
| Juegos Olímpicos                 | Estados Unidos | París          | 2024 |

(*) Incluyendo la Selección

### Distinciones individuales
| Distinción                           | Año  |
| ------------------------------------ | ---- |
| Portera del Año de la NWSL           | 2014 |
| Mejor Once de la NWSL                | 2014 |
| Portera del Año de la Concacaf       | 2018 |
| Mejor Once de la Concacaf            | 2018 |
| Premio The Best FIFA - Mejor arquera | 2024 |